# 30140 Robpergolizzi
30140 Robpergolizzi è un asteroide della fascia principale. Scoperto nel 2000, presenta un'orbita caratterizzata da un semiasse maggiore pari a 2,3666068 UA e da un'eccentricità di 0,1628243, inclinata di 5,15794° rispetto all'eclittica.